# 福桑
福桑（挪威語：Forsand）是挪威羅加蘭郡已撤销的市镇，2020年1月1日合并至桑内斯市镇。